# Parco nazionale Timanfaya
Il parco nazionale Timanfaya è un parco nazionale esteso sulla porzione meridionale di Tinajo e sulla porzione settentrionale di Yaiza, a Lanzarote, in Spagna. Il parco occupa una parte consistente del quadrante sud-occidentale dell'isola di Lanzarote.

## Descrizione
Esteso su una superficie di circa 51,07 km², giace su un substrato geologico esclusivamente vulcanico. Le più grandi eruzioni avvennero fra il 1730 ed il 1736. L'attività del vulcano continua, come proverebbero le temperature rilevate ad una profondità di 13 metri sotto la superficie e che oscillano fra i 100 e i 600 °C. Nel 1993, l'UNESCO ha riconosciuto a quest'area la qualificazione di riserva biosferica.
Il simbolo del parco è la statua "El Diablo", di César Manrique.

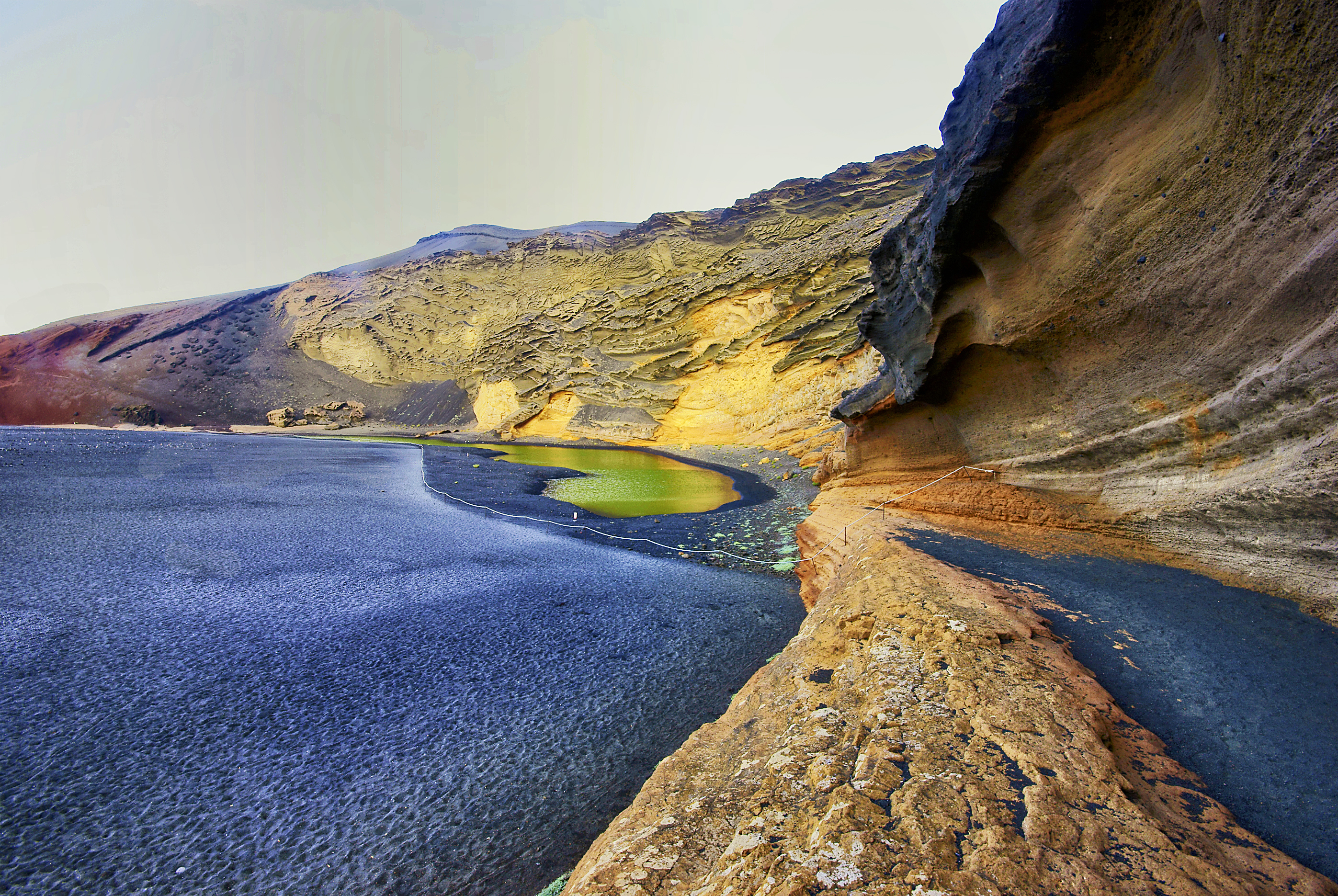
Charco de los Ciclos
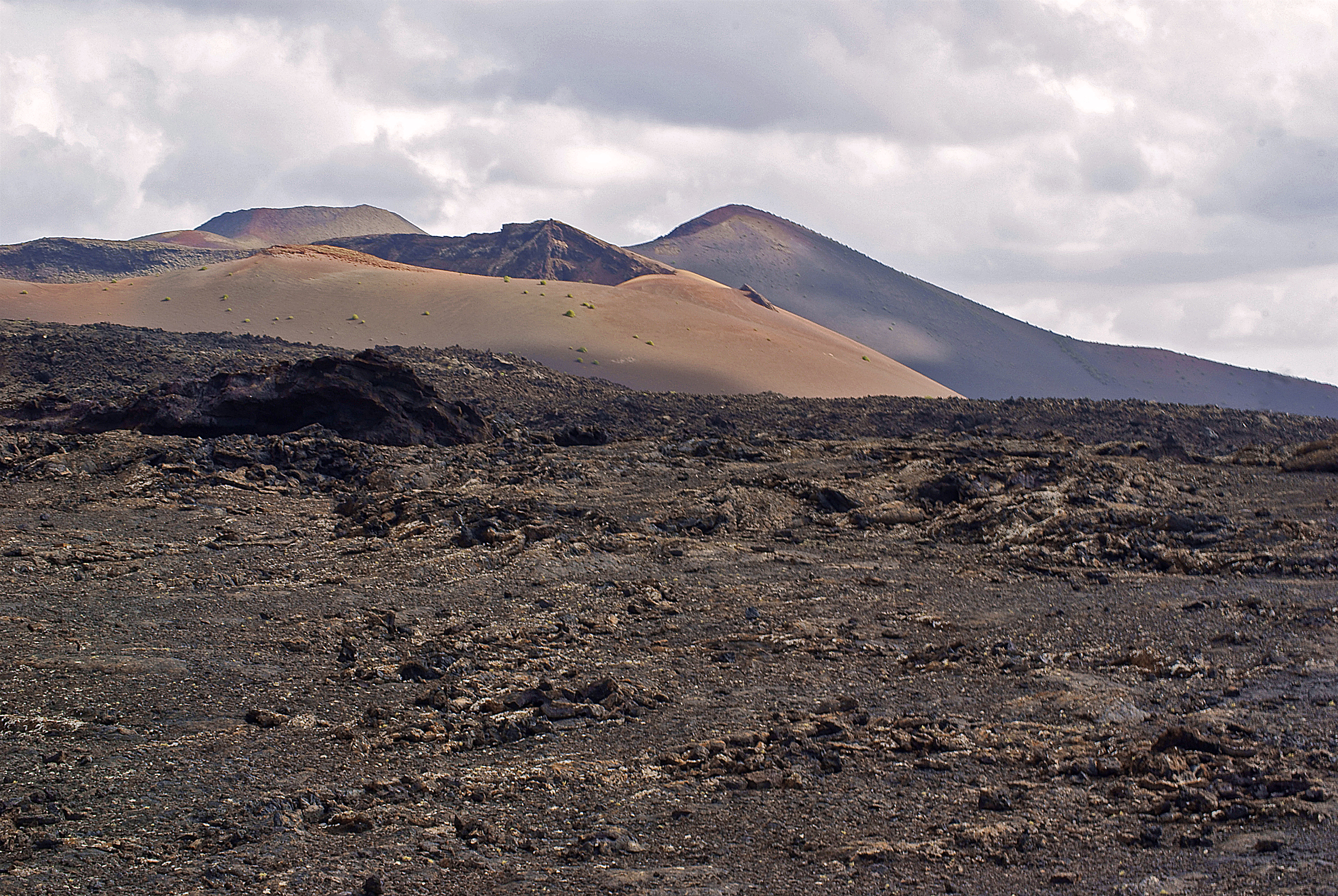
Timanfaya
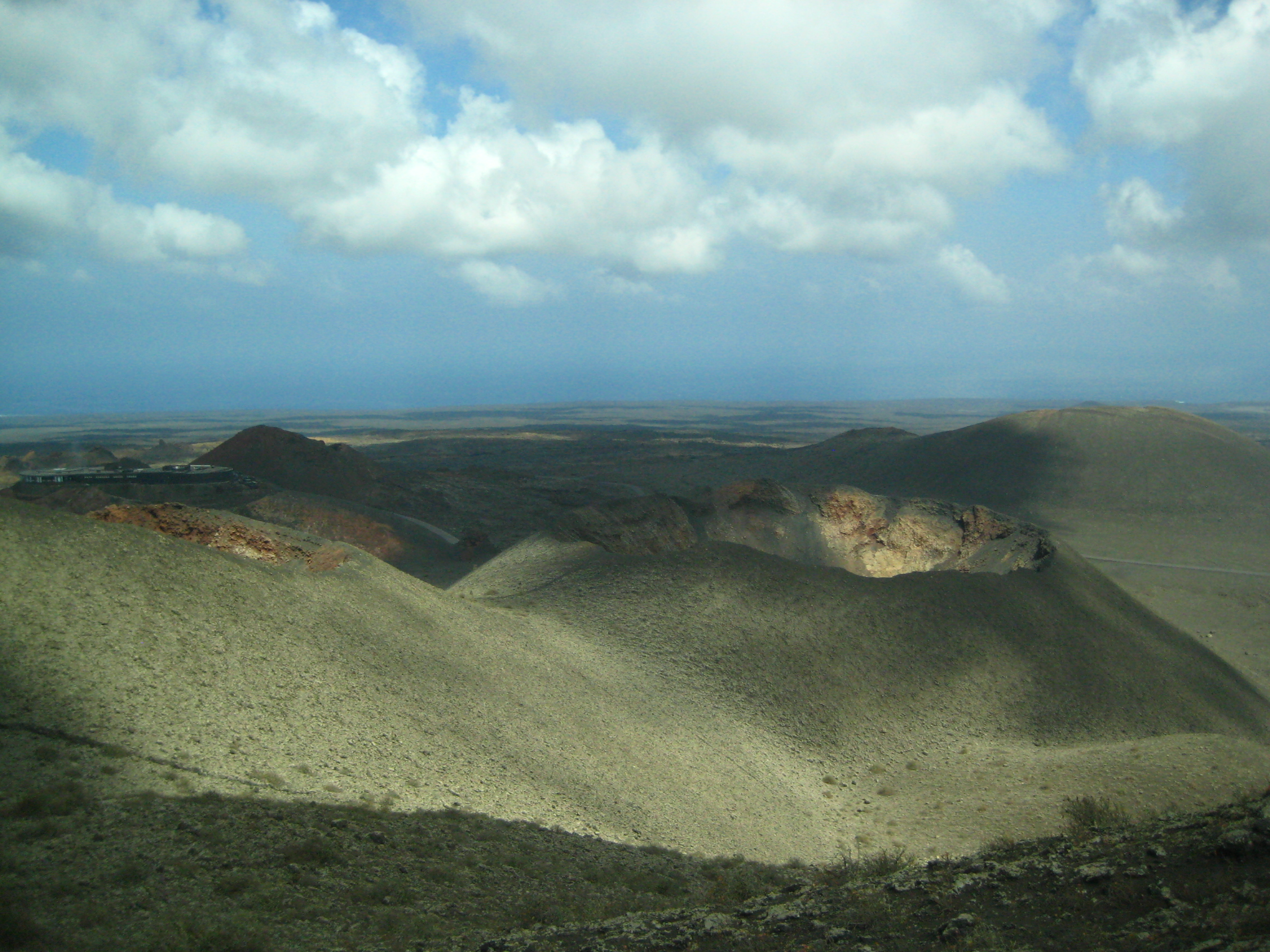
Timanfaya
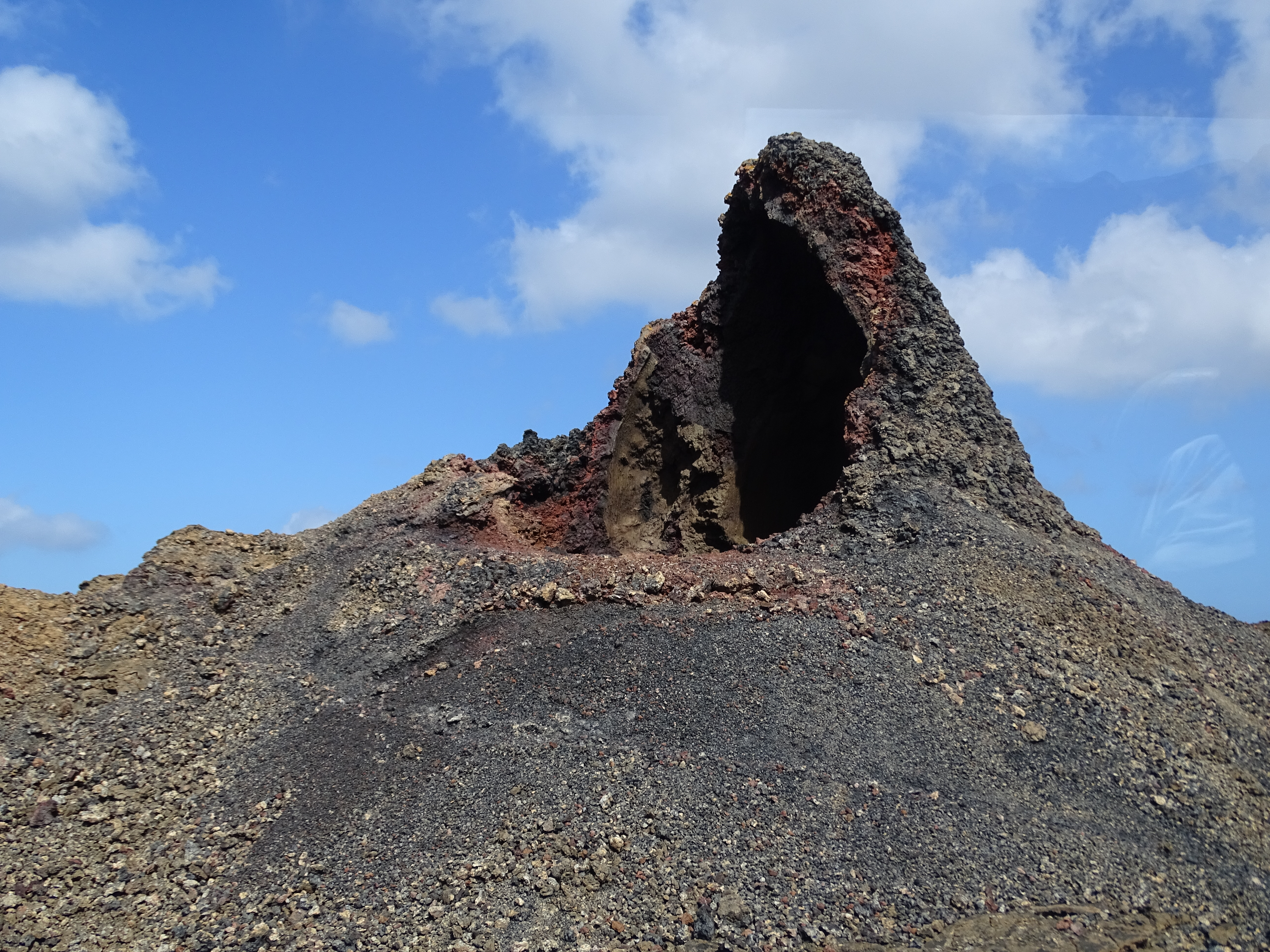
Manto de la Virgen